# LIFE (EU)
L’Instrument Financier pour l’Environnement (kurz: LIFE) ist ein Finanzinstrument der EU zur Förderung von Umweltmaßnahmen in der gesamten EU und in ausgewählten Kandidaten-, Beitritts- und Nachbarländern der EU.
Jedes neue LIFE-Programm beginnt zunächst mit der Verabschiedung der Verordnung über die Förderkriterien und Zuschussregelungen. Seit 2006 erfolgt danach eine Abstimmung unter den EU-Staaten, welche Länder als besonders förderungswürdig eingestuft werden sollen. Dann erfolgt eine Sammelphase, in der die einzelnen Länder Anträge stellen können. Gefolgt von einer Beratungsphase, bei der letztlich entschieden wird, welche Projekte in welcher Höhe gefördert werden. Der Förderzuschuss beträgt in der Regel höchstens 50 % des Gesamtinvestitionsvolumens eines Projektes.

## Geschichte
Seit den 1970ern ist sich die EU zunehmend der Wichtigkeit des Umweltschutzes bewusst. Nach der Verabschiedung der Vogelschutzrichtlinie (VoSchRL) im Jahr 1979 war klar, dass zur Erhaltung finanzielle Unterstützung notwendig ist. In den 1980ern kam es zu einer Reihe von Finanzierungsplänen. Das erste Programm diente der Entwicklung neuer sauberer Technologien und Techniken zur Messung und Beobachtung der Umwelt bzw. der natürlichen Lebensräume. Weitere Projekte spezialisierten sich auf die Erhaltung des Mittelmeers und der Nordeuropäischen Meeresregionen. Dabei ging es vor allem um die Erhaltung der Wasserressourcen, Reinhaltung der Meere und umweltfreundliche Abfallentsorgung. Ein weiteres Programm diente der Lebensraumerhaltung und damit der Unterstützung der Vogelschutzrichtlinie und der 1992 neu geschaffenen FFH-Richtlinie.
Alle Projekte waren Einzelmaßnahmen mit kurzer Laufzeit ohne einheitliche Verwaltung. Die Dringlichkeit des Umweltschutzes und seine finanzielle Förderung wurde auch im Hinblick auf die wachsende EU immer deutlicher. Die Zeit für die Schaffung eines einheitlichen Umweltfonds mit definierten Handlungsfeldern war gekommen: LIFE wurde gegründet.

## Das LIFE-Programm

### LIFE I
Das erste Förderprojekt lief von 1992 bis 1995. Es umfasste 731 Projekte mit einer Summe von 400 Mio. Euro.
Schwerpunkte waren:
- Unterstützung nachhaltiger Produktion und Entwicklung sauberer Technologien
- Umweltverschmutzung und Abfallbeseitigung
- Entwicklung neuer Mess- und Monitoring-Verfahren zum Umweltschutz
- Schutz von Lebensräumen und Natur in den FFH-Gebieten (eigener Habitatausschuss)
- Maßnahmen außerhalb der EU

Bei deutschen Projekten lag der Schwerpunkt bei den neuen Bundesländern.

### LIFE II
Die nächste Phase dauerte von 1996 bis 1999. Das Budget wurde auf 450 Mio. Euro erhöht. Es wurde besonderen Wert darauf gelegt, die neu beigetretenen EU-Länder mit einzubeziehen.
Erstmals wurde LIFE in drei Kategorien unterteilt:
- LIFE-Natur (46 % der Fördermittel)
- LIFE-Umwelt (46 % der Fördermittel)
- LIFE-Drittstaaten (8 % der Fördermittel)

LIFE-Umwelt hat seinen Schwerpunkt auf der Umweltpolitik und Umweltgesetzgebung. Eine weitere Aufgabe ist das Umweltmonitoring und Abfallmanagement. Die Integration von Umweltbelangen in die Stadt- und Landschaftsplanung gewinnt außerdem zunehmend an Bedeutung.
LIFE-Natur ist das Programm zur Umsetzung der Vogelschutz- und der FFH-Richtlinie. Sein Ziel ist damit die Erhaltung und Wiederherstellung von Lebensräumen in diesen Gebieten. Doch Artenschutz ist nur durch die Bildung von Netzwerken möglich, deshalb wurde das Unterprogramm Natura 2000 gegründet. Bei Natura 2000 geht es um die Vernetzung von Lebensräumen wildlebender Tiere und Pflanzen unter Berücksichtigung ökonomischer, sozialer und kultureller Erfordernisse, um dieses Programm EU-weit erfolgreich zu machen, sollten auch die Besonderheiten jedes Mitgliedstaates miteinbezogen werden.
Als LIFE II endete, wurde erstmals eine LIFE-Woche veranstaltet, bei der sich alle Teilnehmer der verschiedenen LIFE Projekte zum Erfahrungsaustausch trafen. Die Veranstaltung war so erfolgreich, dass die EU sie in Form der Brüsseler „Grünen Woche“ fortsetzte.

### LIFE III
Das letzte Förderprojekt in herkömmlicher Form dauerte ursprünglich von 2000 bis 2004. Das Budget wurde diesmal auf 640 Mio. angesetzt.
Die drei Kategorien Umwelt, Natur und Drittstaaten blieben erhalten. Allerdings wurden nur noch Projekte in FFH und VSchRL-Gebieten unterstützt. Dadurch wurden die EU-Länder angeregt neue Gebiete dieser Richtlinien zu erfassen.
Ein anderes Ziel war die Einführung von Starter- und KOOP-Projekten (Kooperationsmaßnahmen), die zum einen die Vorbereitung zukünftiger Projekte unterstützen als auch den Erfahrungsaustausch zwischen den Projekten verbessern sollten.
2004 wurde von der EU ein zusätzlicher Etat von 317 Mio. zur Verfügung gestellt und die Förderung wurde damit bis 2006 verlängert.
Die EU zog ein überaus positives Fazit aus der bisherigen LIFE Arbeit. Von 1992 bis 2006 waren 2.750 Projekte in 40 Ländern und Überseegebieten mit einem Volumen von 1,3 Mrd. Euro gefördert worden. LIFE übernahm damit 38 % der Gesamtkosten aller Projekte und konnte so weitere Umweltinvestitionen in der EU und den angrenzenden Staaten in Gang setzen.

### Umstrukturierung und LIFE+
Vor der nächsten Förderphase war eine Umstrukturierung notwendig geworden. Bisher hatten die Teilbereiche Natur, Umwelt und Drittstaaten sehr unterschiedliche Verfahrens- und Genehmigungsabläufe. Die finanzielle Überwachung und Finanzverwaltung gewann ebenfalls immer mehr an Bedeutung. Aus diesem Grund wurden zuerst die Kategorien Natur, Umwelt und Drittstaaten unter einer Leitung zusammengefasst. Danach wurde Natura 2000 vom Bereich LIFE-Natur getrennt und damit zu einem eigenständigen Programm.
Die Folge war zunächst eine Verkomplizierung der Antragsstellung und Projektabwicklung.
So entstand LIFE+. Das Plus-Zeichen steht für pomouvoir l’union soutenable (Förderung einer gangbaren Einheit) und damit für die Vereinfachung der Antragstellung.
Die Dauer von LIFE+ wurde auf 2007 bis 2013 festgelegt.
Zu der Aufgabenstellung von LIFE+ gehören der Klimawandel, Natur und biologische Vielfalt, Gesundheit und Lebensqualität und die Bewirtschaftung von natürlichen Ressourcen und Abfall.
In der EG-Verordnung Nr. 614/2007, veröffentlicht am 9. Juni 2007, wurden folgende Schwerpunkte festgelegt:
- Natur und biologische Vielfalt (Natura 2000) (50–75 % Förderung von Einzelprojekten)
- Umweltpolitik und Verwaltungspraxis (bis zu 50 % Förderung von Einzelprojekten)
- Information und Kommunikation (bis zu 50 % Förderung von Einzelprojekten)

Für die Zuweisung von Fördergeldern wurden 2008 nationale Prioritäten gesetzt, d. h. die Projekte dieser Länder werden bevorzugt, so sie den Richtlinien entsprechen. Diese Vorzugsländer sind Estland, Finnland, Italien, Litauen, Niederlande, Polen, Rumänien, Slowenien und Schweden.
Die Antragsstellung innerhalb der Länder hat am 4. Mai begonnen und endet am 1. September 2010. Bis zum 4. Oktober 2010 müssen dann die Anträge der einzelnen EU-Staaten eingereicht sein. Die ersten Projekte sollen im September 2011 starten.

### Jubiläum und Preisverleihung 2012

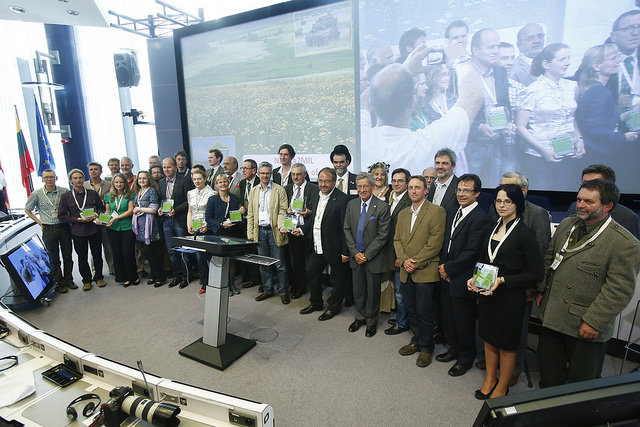
Die Preisträger des EU-LIFE-Environment-Programms 2012 in Brüssel

Am 23. Mai 2012 feierte das EU-LIFE-Programm in Brüssel das 20-jährige Bestehen mit mehr als 300 LIFE 20th anniversaries – organisiert von LIFE-Projekten aus Gegenwart oder Vergangenheit.
Zugleich wurden die dreizehn besten europäischen LIFE-Nature-Projekte prämiert, vier davon erhielten den Titel Best of the Best (die Besten der Besten), ohne jedoch eine Rangfolge festzulegen. Drei der vier Projekte erfolgen unter deutscher Beteiligung.
- Ausgezeichnet wurde neben dem dänischen Projekt „Regain“, das die Renaturierung des Odense-Flusses und des Odense-Fjords zum Ziel hat.[3]
- Auch das deutsch-dänisch-schwedisch-lettische Bombina-Projekt, das das  Lebensraumangebot für die Rotbauchunke im baltischen Raum verbessern und sichern soll.[4] Ziel des LIFE-Bombina-Projektes ist es, das Lebensraumangebot für die Rotbauchunke in gleich mehreren europäischen Ländern zu verbessern. Der Bestand der Rotbauchunken soll damit dauerhaft gesichert werden, Die Rotbauchunke kommt in Deutschland nur nördlich der Mittelgebirge vor. Daher hat Schleswig-Holstein eine besondere Verantwortung für die europaweit geschützte Tieflandart. Durch dieses transnationale Projekt stieg die Population der Rotbauchunke in einer Region, wo sie extrem bedroht wurden. Die Preisträger der Stiftung Naturschutz Schleswig-Holstein, zusammen mit den Projektpartnern, schaffen neue Lebensräume für die Zielarten und es wird eine intensive genetische Analyse durchgeführt, um den Genpool zu erhalten.
- Weiterhin wurde das Programm „Salzstellen Brandenburgs“ zur Erhaltung und Entwicklung von Binnensalzstellen und Salzwiesen in Brandenburg geehrt.[5] Das EU-LIFE-Projekt „Binnensalzstellen in Brandenburg“ hat sich zum Ziel gesetzt, die Voraussetzungen für die Existenz der Salzwiesen und -weiden in mehreren Gebieten im Land Brandenburg zu verbessern bzw. wiederherzustellen.
- Zum zweiten Mal nach 2009 wurde das deutsch-französisch-niederländische „Maifisch-Projekt zur Wiederansiedlung des Maifisches im Rhein“ ausgezeichnet.[6] Die einst in Rhein und Main häufig vorkommende Fischart gilt seit Anfang des 20. Jahrhunderts dort als ausgestorben. Durch Wasserverschmutzung, den Bau unpassierbarer Staustufen und Überfischung verschwand diese Fischart Anfang des 20. Jahrhunderts aus den Flüssen in ganz Deutschland. Im Rahmen des Maifisch-Projektes wurden von 2007 bis 2010 rund 7 Millionen kleine Maifische im Rhein in Hessen und Nordrhein-Westfalen ausgesetzt. Die jungen Maifische für das Projekt stammen aus den Flüssen Garonne und Dordogne aus Aquitanien. Dort lebt der größte, in Europa noch verbliebene Maifischbestand. Maifische wandern im Laufe ihrer Entwicklung ins Meer ab und kehren zum Ablaichen in die Flüsse zurück, in welchen sie selbst aufgewachsen sind. Abhängig vom Laichverhalten der französischen Maifische ist auch 2013 wieder eine offizielle feierliche Eröffnung des Maifischbesatzes in den Rhein in Planung. Ausgewählt wurde als Austragungsort eine Stelle, an der bis 1938 in dem historischen Fischerort Köln-Poll Maifische gefangen und verkauft wurden. In Köln-Poll wurde 2010 auch die erste europäische Maifisch-Informationstafel im Rahmen des EU-LIFE-Projektes am Rhein aufgestellt.[7]